# DFB-Pokal
DFB-Pokal (německy Deutscher Fußball-Bund-Pokal) čili Pohár DFB je německý vyřazovací turnaj ve fotbale pořádaný každý rok. Poháru se zúčastňuje 64 mužstev včetně těch z 1. a 2. Bundesligy. Účast v soutěži si také zajistí nejlepší 4 týmy ze 3. ligy, dále pak 21 vítězných týmů dodá Verbandspokal, což je nejvyšší pohárová soutěž v jednotlivých spolkových republikách. Zástupci Bavorska, Dolního Saska a Vestfálska dodají zbylé 3 týmy na divokou kartu, neboť jsou to federace s nejvyšším počtem zaregistrovaných fotbalových klubů v Německu. Trofej za vítězství v poháru DFB je považována za druhou nejcennější v Německu, hned po trofeji pro vítěze Bundesligy.
Soutěž vznikla roku 1935 jako Tschammer-Pokal. Prvním vítězem byl 1. FC Norimberk. Po anexi Rakouska roku 1938 se poháru účastnily i rakouské fotbalové kluby, v roce 1943 jej dokonce vyhrál tým First Vienna. V roce 1945 bylo pořádání turnaje přerušeno z důvodu 2. světové války. V sezóně 1952/53 se pohár začal opět pořádat pod současným názvem v Západním Německu, v Německé demokratické republice byl zahájen již v roce 1949 FDGB-Pokal. Nejvíc titulů v Poháru DFB (20 k sezóně 2020/21) má Bayern Mnichov.
Na rozdíl od jiných národních pohárů se již 1. kola Poháru DFB zúčastňují prvoligové týmy. Při losování se 64 týmů rozdělí do dvou košů, tzv. amatérský koš a profesionální koš. Do profesionálního koše patří všech 18 týmů z 1. Bundesligy a nejlepších 14 z 2. Bundesligy. Amatérský koš má v 1. kole soutěže výhodu domácího prostředí.

## Vítězové
- 1935:  Norimberk (1. vítězství)
- 1936:  VfB Lipsko (1)
- 1937:  Schalke 04 (1)
- 1938:  Rapid Vídeň (1)
- 1939:  Norimberk (2)
- 1940:  Dresdner SC (1)
- 1941:  Dresdner SC (2)
- 1942:  Mnichov 1860 (1)
- 1943:  First Vienna (1)
- 1944–1952: se nehrálo
- 1952/1953:  Rot-Weiss Essen (1)
- 1953/1954:  Stuttgart (1)
- 1954/1955:  Karlsruher (1)
- 1955/1956:  Karlsruher (2)
- 1957:  Bayern Mnichov (1)
- 1957/1958:  Stuttgart (2)
- 1958/1959:  SW Essen (1)
- 1959/1960:  Borussia Mönchengladbach (1)
- 1960/1961:  Werder Brémy (1)
- 1961/1962:  Norimberk (3)
- 1962/1963:  Hamburger (1)
- 1963/1964:  Mnichov 1860 (2)
- 1964/1965:  Borussia Dortmund (1)
- 1965/1966:  Bayern Mnichov (2)
- 1966/1967:  Bayern Mnichov (3)
- 1967/1968:  Kolín (1)
- 1968/1969:  Bayern Mnichov (4)
- 1969/1970:  Kickers Offenbach (1)
- 1970/1971:  Bayern Mnichov (5)
- 1971/1972:  Schalke 04 (2)
- 1972/1973:  Borussia Mönchengladbach (2)
- 1973/1974:  Eintracht Frankfurt (1)
- 1974/1975:  Eintracht Frankfurt (2)
- 1975/1976:  Hamburger (2)
- 1967/1977:  Kolín (2)
- 1967/1978:  Kolín (3)
- 1967/1979:  Fortuna Düsseldorf (1)
- 1979/1980:  Fortuna Düsseldorf (2)
- 1980/1981:  Eintracht Frankfurt (3)
- 1981/1982:  Bayern Mnichov (6)
- 1982/1983:  Kolín (4)
- 1983/1984:  Bayern Mnichov (7)
- 1984/1985:  Uerdingen (1)
- 1985/1986:  Bayern Mnichov (8)
- 1986/1987:  Hamburger (3)
- 1987/1988:  Eintracht Frankfurt (4)
- 1988/1989:  Borussia Dortmund (2)
- 1989/1990:  Kaiserslautern (1)
- 1990/1991:  Werder Brémy (2)
- 1991/1992:  Hannover 96 (1)
- 1992/1993:  Bayer 04 Leverkusen (1)
- 1993/1994:  Werder Brémy (3)
- 1994/1995:  Borussia Mönchengladbach (3)
- 1995/1996:  Kaiserslautern (2)
- 1996/1997:  Stuttgart (3)
- 1997/1998:  Bayern Mnichov (9)
- 1998/1999:  Werder Brémy (4)
- 1999/2000:  Bayern Mnichov (10)
- 2000/2001:  Schalke 04 (3)
- 2001/2002:  Schalke 04 (4)
- 2002/2003:  Bayern Mnichov (11)
- 2003/2004:  Werder Brémy (5)
- 2004/2005:  Bayern Mnichov (12)
- 2005/2006:  Bayern Mnichov (13)
- 2006/2007:  Norimberk (4)
- 2007/2008:  Bayern Mnichov (14)
- 2008/2009:  Werder Brémy (6)
- 2009/2010:  Bayern Mnichov (15)
- 2010/2011:  Schalke 04 (5)
- 2011/2012:  Borussia Dortmund (3)
- 2012/2013:  Bayern Mnichov (16)
- 2013/2014:  Bayern Mnichov (17)
- 2014/2015:  Wolfsburg (1)
- 2015/2016:  Bayern Mnichov (18)
- 2016/2017:  Borussia Dortmund (4)
- 2017/2018:  Eintracht Frankfurt (5)
- 2018/2019:  Bayern Mnichov (19)
- 2019/2020:  Bayern Mnichov (20)
- 2020/2021:  Borussia Dortmund (5)
- 2021/2022:  Lipsko (1)
- 2022/2023:  Lipsko (2)
- 2023/2024:  Bayer 04 Leverkusen (2)
- 2024/2025:  Stuttgart (4)

## Celková statistika
| Klub                     | Vítězné finále | Vítězné ročníky |
| Bayern Mnichov           | 20             | 1957, 1965/66, 1966/67, 1968/69, 1970/71, 1981/82, 1983/84, 1985/86, 1997/98, 1999/00, 2002/03, 2004/05, 2005/06, 2007/08, 2009/10, 2012/13, 2013/14, 2015/16, 2018/19, 2019/20 |
| Werder Brémy             | 6              | 1960/61, 1990/91, 1993/94, 1998/99, 2003/04, 2008/09 |
| Schalke 04               | 5              | 1937, 1971/72, 2000/01, 2001/02, 2010/11 |
| Borussia Dortmund        | 5              | 1964/65, 1988/89, 2011/12, 2016/17, 2020/21 |
| Eintracht Frankfurt      | 5              | 1973/74, 1974/75, 1980/81, 1987/88, 2017/18 |
| Kolín                    | 4              | 1967/68, 1976/77, 1977/78, 1982/83 |
| Norimberk                | 4              | 1935, 1939, 1961/62, 2006/07 |
| Stuttgart                | 4              | 1953/54, 1957/58, 1996/97, 2024/25 |
| Hamburger                | 3              | 1962/63, 1975/76, 1986/87 |
| Borussia Mönchengladbach | 3              | 1959/60, 1972/73, 1994/95 |
| Fortuna Düsseldorf       | 2              | 1978/79, 1979/80 |
| Kaiserslautern           | 2              | 1989/90, 1995/96 |
| Karlsruher               | 2              | 1954/55, 1955/56 |
| Lipsko                   | 2              | 2021/22, 2022/23 |
| Dresdner SC              | 2              | 1940, 1941 |
| Mnichov 1860             | 2              | 1942, 1963/64 |
| Bayer 04 Leverkusen      | 2              | 1992/93, 2023/24 |
| Rot-Weiss Essen          | 1              | 1952/53 |
| Wolfsburg                | 1              | 2014/15 |
| VfB Lipsko               | 1              | 1936 |
| Rapid Vídeň              | 1              | 1938 |
| First Vienna             | 1              | 1943 |
| SW Essen                 | 1              | 1958/59 |
| Kickers Offenbach        | 1              | 1969/70 |
| Uerdingen                | 1              | 1984/85 |
| Hannover 96              | 1              | 1991/92 |